# 大拉茲
48°33′35″N 22°23′25″E / 48.55972°N 22.39028°E

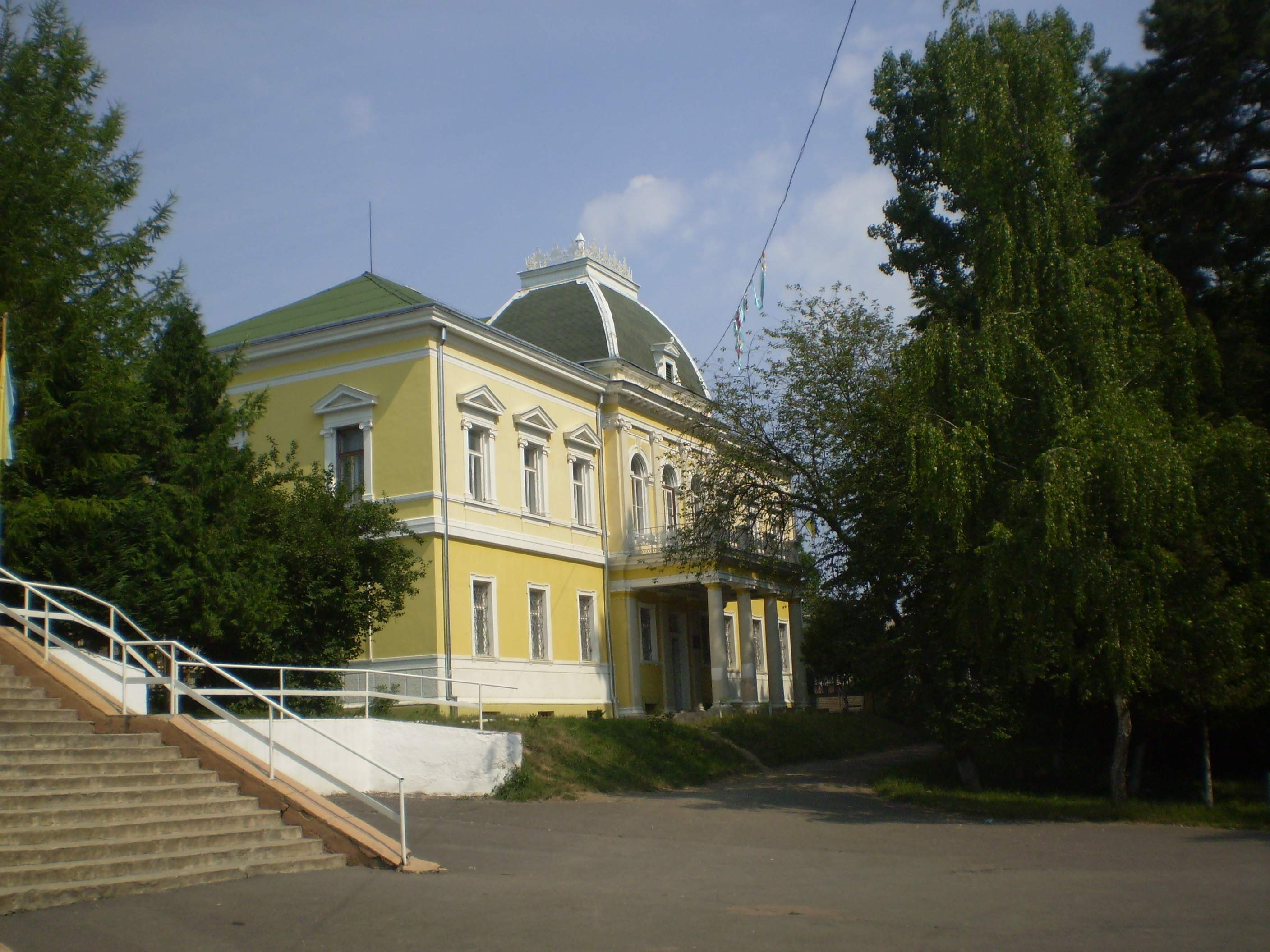

大拉茲（烏克蘭語：Великі Лази），是烏克蘭的村落，位於該國西部外喀爾巴阡州，由烏日霍羅德區負責管轄，始建於十三世紀，面積0.29平方公里，2001年人口1,426，人口密度每平方公里4,917.24人。